# 팬케이크거북
팬케이크거북(Pancake tortoise)는 케냐, 탄자니아등에 서식하는 거북이다. 등껍질은 납작하고, 유연하며 가볍다. 주로 마른 풀을 먹는다. 사람들이 애완동물로 포획하여 멸종위급종에 속해 있다.